# Otevřený repozitář
Otevřené repozitáře jsou speciální informační systémy, ve kterých jsou umístěny a dlouhodobě uchovávány dokumenty v režimu Open Access. Jejich využívání je součástí tzv. zelené cesty otevřeného přístupu. K umístění dokumentu do repozitáře tedy dochází díky autoarchivaci daného článku (zprávy atd.) jeho autorem.

## Definice pojmu repozitář a otevřený repozitář
Kromě pojmu (digitální) repozitář bývají často užívány i pojmy jako digitální archiv nebo archiv elektronických tisků.

### Vybrané definice
- Digitální repozitář: „Informační systém určený k digitální archivaci, tj. zajišťující uložení, ochranu, integritu, autenticitu a zpřístupnění digitálních dokumentů v dlouhodobém horizontu.“ [1]
- Digitální archiv: „Organizovaná sbírka digitálních dokumentů shromážděná za účelem jejich dlouhodobého uchování. Může se jednat o digitalizované dokumenty, tj. tištěné druhy dokumentů převedených do digitální podoby, nebo o dokumenty vytvořené již jako digitální.“ [2]
- Repozitáře: „[Jsou] systémy vytvořené k on-line ukládání, uchovávání a vyhledávání specifických druhů dokumentů, kterými jsou tzv. elektronické tisky.“ [3]

Otevřené repozitáře jsou pak takové repozitáře, do kterých jsou dokumenty a data ukládány v režimu otevřeného přístupu.

#### Základní charakteristické znaky vycházející zpředchozích definicí
- Jedná se o informační systém.
- Tento systém obsahuje sbírku dokumentů.
- Dokumenty v repozitáři uložené jsou v digitální podobě (ať už digitalizované nebo born-digital)
- Tyto dokumenty jsou volně přístupné v režimu Open Access.
- V případě repozitářů se klade důraz na dlouhodobé uchování dat.

## Obsah repozitářů

### Získávání obsahu
Dokumenty jsou do repozitářů umisťovány na základě tzv. autoarchivace, tzn. že autoři sami ukládají elektronické verze svých vědeckých, či akademických prací do repozitáře.
Instituce zřizující repozitáře se často potýkají s nízkou mírou autoarchivace. O příčinách, stejně jako o řešeních tohoto problému se diskutuje. Přičemž vedle propagace OA publikování mezi autory, je asi nejznámějším řešením tzv. povinná autoarchivace, kterou již dokonce některé instituce (např. University of Southampton nebo University of Liege) v různých podobách zavedly. 
Jednou z významných překážek autoarchivace bývá smlouva s vydavatelem časopisu, ve kterém byl článek zveřejněn. Různí vydavatelé zastávají odlišnou politiku vůči ukládání takových článků v otevřených repozitářích, někteří dovolují umístění vydavatelské verze, jiní pouze preprintu, někdy bývá požadováno až několikaleté pozdržení zpřístupnění článku a jsou i tací vydavatelé, kteří jednoduše ukládání do repozitářů zakazují. Pro lepší orientaci v dané situaci proto vznikl projekt Sherpa/RoMEO, kde mohou zájemci dohledat jednotlivé časopisy i s údaji o možnostech archivace článků v nich vydaných.

### Typy dokumentů vrepozitářích
Přestože hlavním cílem otevřeného přístupu je volné zpřístupňování recenzovaných vědeckých článků, tak již text Budapešťské Open Access iniciativy upřesňuje, že otevřený přístup se týká i nerecenzovaných preprintů. V praxi se však do otevřených repozitářů ukládají nejrůznější druhy textových i multimediálních dokumentů jako například vysokoškolské kvalifikační práce, výzkumné zprávy, monografie (nebo jejich části), konferenční sborníky i celé nahrávky konferencí a mnoho dalších.

## Druhy repozitářů

### Institucionální repozitáře
Institucionální repozitáře shromažďují publikace, které byly vytvořeny v rámci instituce, která repozitář zřizuje. Vznikají hlavně na univerzitách a ve výzkumných institucích. Tematicky je obsah omezen pouze zaměřením zřizující instituce, takže například v případě univerzit může být škála témat opravdu široká.

#### Příklady českých institucionálních repozitářů
- Repozitář Vysoké školy báňské – Technické univerzity Ostrava (http://dspace.vsb.cz/)
- Repozitář publikační činnosti UTB (http://publikace.k.utb.cz/)
- Digitální knihovna VUT v Brně (http://dspace.vutbr.cz)
- Akademie věd – ASEP repozitář (http://www.library.sk/i2/i2.entry.cls?ictx=cav&language=2&op=ssearch)

### Předmětové repozitáře (Oborově zaměřené)
Naproti tomu předmětové repozitáře jsou zaměřeny na určitou vědní oblast nebo obor. V rámci tohoto zaměření pak shromažďují dokumenty z více institucí nebo i od samostatných vědců.

#### Příklady českých předmětových repozitářů
- Czech digital mathematics library (http://dml.cz/)
- Národní úložiště šedé literatury (http://nusl.cz)

## Role repozitářů vrámci Open Access
V rámci Open Access můžeme rozlišit 2 základní způsoby k dosažení otevřeného přístupu k publikacím. Jedná se jednak o zlatou cestu, která počítá se zpřístupňováním recenzovaných vědeckých článků prostřednictvím Open Access časopisů. A jednak je tu zelená cesta, která pracuje právě s využíváním autoarchivace a otevřených repozitářů.
Tyto dvě cesty se vzájemně nevylučují, a naopak je vhodné a doporučované, aby byly vzájemně kombinovány.
Podle Berlínské deklarace je uložení kompletního díla (včetně všech doplňkových materiálů) v nejméně jednom online repozitáři podmínkou k tomu, aby bylo vůbec možné takové dílo považovat za volně přístupné v souladu s Open Access.

## Role repozitářů - Dlouhodobá ochrana digitálního informačního obsahu
Repozitáře, které usilují o dlouhodobé uložení a zpřístupnění digitálních informací, usilují o statut důvěryhodného dlouhodobého repozitáře. ISO 114721:2003, resp. 2012 je referenční model OAIS, norma, která definuje činnosti dlouhodobého repozitáře, jeho cíle, a zavádí základní terminologii a informační model. ISO 14721:2003 definuje jaká metadata má dlouhodobý repozitář uchovávat. ISO norma 16363:2012 (navazující na Trusted repository audit checklist) je prostředkem pro certifikaci důvěryhodného dlouhodobého repozitáře. Repozitáře, které neukládají metadata vyžadovaná OAIS a které nezveřejňují dokumentaci vyžadovanou ISO 16363, nelze považovat za z dlouhodobého hlediska důvěryhodné repozitáře. Vice viz Digitální repozitář, Open Archival Information System.

## Přidaná hodnota repozitářů
Mnoho repozitářů kromě dlouhodobé archivace poskytuje i další doplňkové služby a funkce, a vytváří tak i jakousi přidanou hodnotu dokumentů v nich uložených. Tyto vylepšení mohou přinést užitek jak autorům, tak běžným uživatelům repozitáře.
Do záznamu mohou být přidány různé doplňující údaje, například:
- Počet citací článku ve Web of Science a v databázi Scopus.
- Hodnota Impakt faktoru časopisu.
- Politika časopisu vůči ukládání článků do repozitářů (např. podle projekt Sherpa/RoMEO).
- Citace generovaná podle aktuální normy.

Autorům i institucím může ukládání do repozitáře pomoci zpřehlednit evidenci publikační činnosti. Data, která jsou při autoarchivaci už jednou vkládána do systému, lze pak navíc snadno použit pro další účely, například při vykazování publikační činnosti instituce.

## Registry otevřených repozitářů
S rostoucím počtem otevřených repozitářů vznikla i potřeba vytváření jejich seznamů. Dnes jsou asi nejznámějšími registry OpenDOAR a ROAR. V obou těchto registrech je možné vyhledávat repozitáře podle různých hledisek (země, typ repozitáře, software atd.). Současně poskytují i možnost prohledávat obsah všech repozitářů, které registrují.